# Renaud z Vichiers

Znak Renauda z Vichers

Renaud z Vichiers († 20. leden 1256) byl v letech 1250–1256 devatenáctým velmistrem řádu templářů.

## Velmistr řádu templářského
Do funkce velmistra byl povýšen s přispěním francouzského krále Ludvíka IX., kterému ještě jako maršál řádu pomohl shromáždit peníze na výkupné Mamlúkům po neúspěšné křížové výpravě do Egypta.
Blízké vztahy s králem však lze vystopovat již i v dřívějších letech. Mezi lety 1241 a 1248 totiž Renaud působil ve funkci preceptora Templu ve Francii a pomáhal králi s organizováním křížové výpravy do Egypta. Ještě před tím působil v roce 1240 jako preceptor v Akkonu.
Přátelské vztahy s Ludvíkem však netrvaly věčně. V roce 1252 se totiž bez králova vědomí pokusil vyjednat smlouvu s damašským sultánem, což krále velmi rozlítilo, protože sám vyjednával o spojenectví s egyptskými Mamlúky právě proti Damašku. Nakonec přiměl Renarda a další představitele řádu, aby se mu podrobili, když je donutil jít bosé středem tábora a omluvit se velvyslanci damašského sultána, že smlouvu uzavřeli bez vědomí krále.